# Tlacaelel
Tlacaelel est le fils d'Huitzilihuitl et le frère de Chimalpopoca et de Moctezuma Ier tous trois tlatoani (roi-prêtre) des Aztèques. Bien qu'il ne soit jamais devenu tlatoani lui-même il joue dans le développement de l'empire un rôle considérable. Dans la Crónica mexicayotl, Fernando Alvarado Tezozómoc lui donne un titre que l'on ne retrouve nulle part ailleurs dans les textes aztèques : « conquérant du monde » (in cemanahuac tepehuan en nahuatl)
Il est probablement à l'origine de l'alliance entre les trois cités de Tenochtitlan, Tlacopan et Texcoco qui permet à son oncle Itzcoatl de vaincre les Tépanèques d'Azcapotzalco et d'émanciper les Aztèques de cette tutelle pesante. Il devient alors Cihuacóatl (Conseiller suprême) du souverain et garde cette fonction sous le règne de son frère Moctezuma Ier et de son successeur Axayacatl. 
Il laisse les guerres de conquête à ces différents souverains et s'attele à une vaste réforme religieuse et idéologique qui bouleverse profondément la société. C'est avec lui que prend naissance la vision mystique guerrière qui fait du peuple aztèque le peuple élu du Soleil. En effet les Aztèques craignent la disparition de celui-ci. Ils admettent l'existence de plusieurs Soleils dont certains ont disparu et ont peur d'un événement similaire. Tlacaelel persuade les sages et les prêtres que l'astre sera épargné en le nourrissant de l'« eau précieuse », c’est-à-dire du sang des humains. Certes les sacrifices humains étaient fréquents mais ils vont atteindre une échelle supérieure. Les conquêtes en effet deviennent nécessaires pour des motifs religieux puisqu'il faut « nourrir » le dieu-soleil Huitzilopochtli. À partir du règne de Moctezuma Ier (1440) commence donc la véritable expansion territoriale  aztèque.
Sous son impulsion, la tradition historique aztèque aurait été profondément bouleversée à partir de 1428, après la victoire de la triple alliance aztèque contre Azcapotzalco. Il aurait ordonné de brûler les codex aztèques existants et ceux des peuples soumis au motif qu’ils contenaient des mensonges offensants pour les Aztèques, pour faire réécrire l’histoire de son peuple sous un jour plus favorable, en le décrivant comme une nation héritière des civilisations les plus prestigieuses, comme celle des Toltèques et de Teotihuacan. Par cette réforme idéologique, Tlacaelel utilise l'histoire comme instrument de propagande et de domination. Les dieux des peuples vaincus sont intégrés au panthéon aztèque au sommet duquel il fait placer Huitzilopochtli aux côtés de Tlaloc. Tlacaelel ordonne la construction d'un temple gigantesque qui ne sera terminé qu'après sa mort et inauguré sous le règne d'Ahuitzotl (1486/1502).
Tlacaelel meurt probablement vers 1480.